# Communauté de communes Terre d'Émeraude
La communauté de communes Terre d'Émeraude est une communauté de communes française située dans le département du Jura, en Franche-Comté, dans la région administrative Bourgogne-Franche-Comté.

## Historique
La communauté de communes a été constituée par la fusion, le 1er janvier 2020, des anciennes intercommunalités suivantes :
- Communauté de communes de la Région d'Orgelet ;
- Communauté de communes Jura Sud ;
- Communauté de communes Petite Montagne ;
- Communauté de communes du Pays des lacs.

Cette fusion a été approuvée par 82 % des conseils municipaux concernés, soit 75 favorables (82 % des communes), représentant 22 044 habitants (88 % de la population) ; 16 défavorablement (18 % de communes), représentant 2 943 habitants (12 % de la population) ; et 1 n’a pas souhaité se prononcer.
Le premier conseil communautaire qui s’est tenu le 14 janvier 2020 a fait le choix de retenir le nom « Terre d’Émeraude ». Il est prévu que ce nom soit accompagné du slogan « Le Sud-Jura révélé » afin de donner une visibilité géographique à cette intercommunalité. Ce nom évoque de grands espaces verts et colorés et communauté exprime un lien fort entre les populations d’un même territoire.
Le changement de dénomination a été entériné dans les nouveaux statuts le 19 mai 2020.

## Territoire communautaire

### Géographie
Le territoire de la communauté est situé en Franche-Comté, au sud du département du Jura, marqué par la ruralité et son attrait touristique, structuré autour de quatre bourgs-centres où se trouvent les principaux commerces et services aux habitants : Arinthod, Clairvaux-les-Lacs, Moirans-en-Montagne et Orgelet.
La structure regroupe 18 % des communes du département et 20 % de sa superficie.

### Composition
La communauté de communes est composée des 92 communes suivantes :

| Nom                         | Code Insee | Gentilé        | Superficie (km2) | Population (dernière pop. légale) | Densité (hab./km2) |
| --------------------------- | ---------- | -------------- | ---------------- | --------------------------------- | ------------------ |
| Orgelet (siège)             | 39397      | Orgelétains    | 23,11            | 1 571 (2022)                      | 68                 |
| Alièze                      | 39007      |                | 5,86             | 149 (2022)                        | 25                 |
| Andelot-Morval              | 39010      | Andelociens    | 10,54            | 91 (2022)                         | 8,6                |
| Arinthod                    | 39016      | Arinthodiens   | 27,02            | 1 149 (2022)                      | 43                 |
| Aromas                      | 39018      |                | 25,8             | 584 (2022)                        | 23                 |
| Barésia-sur-l'Ain           | 39038      |                | 9,39             | 154 (2022)                        | 16                 |
| Beffia                      | 39045      |                | 5,17             | 83 (2022)                         | 16                 |
| Blye                        | 39058      | Cabas          | 10,76            | 154 (2022)                        | 14                 |
| Boissia                     | 39061      | Boissiatons    | 5,67             | 114 (2022)                        | 20                 |
| La Boissière                | 39062      |                | 5,36             | 64 (2022)                         | 12                 |
| Bonlieu                     | 39063      | Chiettards     | 13,05            | 218 (2022)                        | 17                 |
| Broissia                    | 39080      |                | 2,97             | 57 (2022)                         | 19                 |
| Cernon                      | 39086      | Cernonnais     | 16,45            | 234 (2022)                        | 14                 |
| La Chailleuse               | 39021      |                | 24,53            | 590 (2022)                        | 24                 |
| Chambéria                   | 39092      |                | 14,67            | 195 (2022)                        | 13                 |
| Chancia                     | 39102      | Chanciannais   | 2,41             | 217 (2022)                        | 90                 |
| Charchilla                  | 39106      | Charchillatins | 6,84             | 287 (2022)                        | 42                 |
| Charcier                    | 39107      |                | 12,91            | 142 (2022)                        | 11                 |
| Charézier                   | 39109      |                | 9,26             | 169 (2022)                        | 18                 |
| Charnod                     | 39111      | Charnodiens    | 5,17             | 37 (2022)                         | 7,2                |
| Châtel-de-Joux              | 39118      |                | 14,13            | 49 (2022)                         | 3,5                |
| Châtillon                   | 39122      |                | 16,77            | 123 (2022)                        | 7,3                |
| Chavéria                    | 39134      |                | 10,22            | 209 (2022)                        | 20                 |
| Chevrotaine                 | 39143      |                | 5,33             | 33 (2022)                         | 6,2                |
| Clairvaux-les-Lacs          | 39154      | Clairvaliens   | 12,29            | 1 428 (2022)                      | 116                |
| Cogna                       | 39156      |                | 6,6              | 235 (2022)                        | 36                 |
| Condes                      | 39163      | Condois        | 2,05             | 117 (2022)                        | 57                 |
| Cornod                      | 39166      | Cornodiens     | 13,99            | 215 (2022)                        | 15                 |
| Courbette                   | 39168      | Courbattiers   | 2,65             | 46 (2022)                         | 17                 |
| Coyron                      | 39175      |                | 5,53             | 69 (2022)                         | 12                 |
| Crenans                     | 39179      | Crenantins     | 8,82             | 231 (2022)                        | 26                 |
| Cressia                     | 39180      |                | 14,99            | 250 (2022)                        | 17                 |
| Les Crozets                 | 39184      | Crozetiers     | 7,59             | 193 (2022)                        | 25                 |
| Denezières                  | 39192      |                | 6,41             | 73 (2022)                         | 11                 |
| Dompierre-sur-Mont          | 39200      |                | 7,37             | 210 (2022)                        | 28                 |
| Doucier                     | 39201      | Douceins       | 12,52            | 281 (2022)                        | 22                 |
| Dramelay                    | 39204      |                | 6,53             | 27 (2022)                         | 4,1                |
| Écrille                     | 39207      | Écrillois      | 5,25             | 89 (2022)                         | 17                 |
| Étival                      | 39216      |                | 13,83            | 310 (2022)                        | 22                 |
| Fontenu                     | 39230      | Roclins        | 6,71             | 73 (2022)                         | 11                 |
| La Frasnée                  | 39239      | Gangoniens     | 3,19             | 40 (2022)                         | 13                 |
| Genod                       | 39247      | Genodiens      | 3,14             | 73 (2022)                         | 23                 |
| Gigny                       | 39253      | Ganniais       | 16,04            | 267 (2022)                        | 17                 |
| Hautecour                   | 39265      | Hautacortains  | 5,19             | 197 (2022)                        | 38                 |
| Jeurre                      | 39269      | Jeurrois       | 6,99             | 238 (2022)                        | 34                 |
| Largillay-Marsonnay         | 39278      |                | 6,98             | 131 (2022)                        | 19                 |
| Lavancia-Epercy             | 39283      |                | 10,56            | 618 (2022)                        | 59                 |
| Lect                        | 39289      |                | 11,94            | 334 (2022)                        | 28                 |
| Maisod                      | 39307      | Maisoulins     | 7,39             | 325 (2022)                        | 44                 |
| Marigna-sur-Valouse         | 39312      | Marignois      | 8,35             | 107 (2022)                        | 13                 |
| Marnézia                    | 39314      | Marnéziens     | 4,97             | 68 (2022)                         | 14                 |
| Martigna                    | 39318      | Martignanais   | 8,77             | 207 (2022)                        | 24                 |
| Menétrux-en-Joux            | 39322      |                | 8,78             | 74 (2022)                         | 8,4                |
| Mérona                      | 39324      | Méronassiens   | 2,97             | 8 (2022)                          | 2,7                |
| Mesnois                     | 39326      | Matous         | 11,47            | 168 (2022)                        | 15                 |
| Meussia                     | 39328      | Mussinois      | 13,64            | 439 (2022)                        | 32                 |
| Moirans-en-Montagne         | 39333      | Moirantins     | 26,56            | 2 121 (2022)                      | 80                 |
| Monnetay                    | 39343      |                | 2,46             | 16 (2022)                         | 6,5                |
| Montcusel                   | 39351      | Montcuselois   | 9,55             | 145 (2022)                        | 15                 |
| Montfleur                   | 39353      | Florimontais   | 7,88             | 164 (2022)                        | 21                 |
| Montlainsia                 | 39273      |                | 21,5             | 212 (2022)                        | 9,9                |
| Montrevel                   | 39363      |                | 6,39             | 83 (2022)                         | 13                 |
| Moutonne                    | 39375      |                | 3,99             | 129 (2022)                        | 32                 |
| Nancuise                    | 39380      |                | 5,21             | 41 (2022)                         | 7,9                |
| Nogna                       | 39390      | Nognaviciens   | 6,11             | 304 (2022)                        | 50                 |
| Onoz                        | 39394      | Hagoniens      | 14,85            | 71 (2022)                         | 4,8                |
| Patornay                    | 39408      |                | 1,8              | 154 (2022)                        | 86                 |
| Pimorin                     | 39420      |                | 10,29            | 204 (2022)                        | 20                 |
| Plaisia                     | 39423      | Geais          | 5,31             | 99 (2022)                         | 19                 |
| Poids-de-Fiole              | 39431      | Féoliens       | 6,49             | 329 (2022)                        | 51                 |
| Pont-de-Poitte              | 39435      | Pontois        | 7,02             | 626 (2022)                        | 89                 |
| Présilly                    | 39443      | Présilliens    | 11,23            | 114 (2022)                        | 10                 |
| Reithouse                   | 39455      |                | 4,84             | 53 (2022)                         | 11                 |
| Rothonay                    | 39468      |                | 12,98            | 132 (2022)                        | 10                 |
| Saint-Hymetière-sur-Valouse | 39137      |                | 18,3             | 415 (2022)                        | 23                 |
| Saint-Maur                  | 39492      |                | 6,5              | 214 (2022)                        | 33                 |
| Saint-Maurice-Crillat       | 39493      |                | 20,79            | 242 (2022)                        | 12                 |
| Sarrogna                    | 39504      | Sarronides     | 19,87            | 227 (2022)                        | 11                 |
| Saugeot                     | 39505      |                | 4,49             | 56 (2022)                         | 12                 |
| Songeson                    | 39518      |                | 8,42             | 72 (2022)                         | 8,6                |
| Soucia                      | 39519      | Souciatons     | 12,37            | 174 (2022)                        | 14                 |
| Thoirette-Coisia            | 39530      |                | 15,5             | 816 (2022)                        | 53                 |
| Thoiria                     | 39531      | Thoiriassiens  | 12,24            | 183 (2022)                        | 15                 |
| La Tour-du-Meix             | 39534      | Turimexiens    | 13,42            | 262 (2022)                        | 20                 |
| Uxelles                     | 39538      | Uxellois       | 5,27             | 65 (2022)                         | 12                 |
| Val Suran                   | 39485      |                | 37,49            | 782 (2022)                        | 21                 |
| Valzin en Petite Montagne   | 39290      |                | 26,38            | 454 (2022)                        | 17                 |
| Vaux-lès-Saint-Claude       | 39547      |                | 9,36             | 675 (2022)                        | 72                 |
| Vertamboz                   | 39556      | Vertamboziens  | 6,66             | 87 (2022)                         | 13                 |
| Vescles                     | 39557      | Vesclois       | 20,27            | 183 (2022)                        | 9                  |
| Villards-d'Héria            | 39561      |                | 9,91             | 391 (2022)                        | 39                 |
| Vosbles-Valfin              | 39583      |                | 21,34            | 186 (2022)                        | 8,7                |

### Démographie
| 1968   | 1975   | 1982   | 1990   | 1999   | 2010   | 2015   | 2021   |
| ------ | ------ | ------ | ------ | ------ | ------ | ------ | ------ |
| 21 439 | 20 432 | 20 695 | 21 523 | 22 975 | 25 236 | 25 102 | 24 433 |

## Administration

### Siège
La communauté de communes a son siège à Orgelet, 4, chemin du Quart.

### Élus
La communauté de communes est administrée par son conseil communautaire, composé de 129  conseillers municipaux représentant chacune des  communes membres et répartis de la manière suivante en fonction de leur population pour la mandature 2020-2026 :

- 7 délégués pour Moirans ; 

- 5 délégués pour Orgelet et Clairvaux-les-Lacs ; 

- 3 délégués pour Arinthod et Toirette-Coisia ; 

- 2 délégués pour Val-Suran, Vaux-lès-Saint-Claude, Lavancia-Epercy, Pont de Poitte, Aromas et La Chailleuse ;

- 1 délégué ou son suppléant pour les autres communes, toutes de moins de 500 habitants.
Au terme des élections municipales de 2020 dans le Jura, le conseil communautaire renouvelé a élu son nouveau président, Philippe Prost, maire de Sarrogna, ainsi que ses 15 vice-présidents, qui sont : 
1. Grégoire Long, maire de Moirans-en-Montagne, chargé de l'attractivité économique et de l'emploi ;
2. Franck Steyaert,, maire de Thoiria, chargé du tourisme et de l'aménagement du territoire ;
3. Jean-Charles Grosdidier,  maire d’Arinthod, chargé des relations institutionnelles et de la mutualisation des services ;
4. Jean-Paul Duthion, maire d’Orgelet : environnement, transition écologique et énergétique ;
5. Franck Girod,  maire d’Ecrille, chargé de la  biodiversité, de la gestion de l’eau et des ressources naturelles ;
6. Claude Benier-Rollet, maire de Charchilla, chargé de la culture.
7. Rémy Belperron, maire de la Chailleuse, chargé de la cohésion du territoire et des relations avec les communes ;
8. Josiane Etchegaray, maire-adjointe du Val Suran, chargée de la communication externe et interne ;
9. Jean-Yves Buchot, maire de Saint-Hymetière-sur-Valouse, chargé des déchets, des  travaux et des infrastructures ;
10. Yannick Cassabois, maire de Nogna, chargé de l'enfance, du scolaire, du périscolaire et de l'extra-scolaire ;
11. Guy Pietriga (maire de Dompierre-sur-Mont) : finances et planification.
12. Sandrine Gauthier-Pacoud, maire de Mesnois, chargée de la petite enfance et des  espaces France Services ;
13. Denis Morel, maire de Montcusel, chargé des services à la population et de l'action sociale ;
14. Jean-Charles Dalloz, maire de Martigna, chargé du sport et de la vie associative ;
15. Christelle Deparis-Vincent, maire de Pont-de-Poitte, chargée de l'urbanisme et du cadre de vie (politique du logement et des gens du voyage).

Le bureau pour la mandature 2020-2026 est constitué du président, des 15 vice-présidents et de 13 autres membres.

### Liste des présidents
| Période       | Période                    | Identité           | Étiquette | Qualité                                                                                     |
| ------------- | -------------------------- | ------------------ | --------- | ------------------------------------------------------------------------------------------- |
| janvier 2020, | juillet 2020               | Jean-Louis Delorme |           | Agriculteur Maire d'Aromas (2001 → 2020) Président de l'ex-CC Petite Montagne (2014 → 2019) |
| juillet 2020  | En cours (au 28 août 2020) | Philippe Prost     |           | Maire de Sarrogna (2020 → )                                                                 |

### Compétences
L'intercommunalité exerce les compétences qui lui ont été transférées par les communes membres, dans les conditions déterminées par le code général des collectivités territoriales. Aux termes des statuts approuvés en 2020, il s'agit de : 
- Aménagement de l'espace communautaire : Schéma de cohérence territoriale (SCoT), Plan local d'urbanisme (PLU), cartes communales et autres documents d'urbanisme ;
- Développement économique : zones d'activité, politique locale du commerce et soutien aux activités commerciales d'intérêt communautaire, promotion du tourisme ;
- Gestion de l'eau et des milieux aquatiques (GEMAPI) ;
- Aire d'accueil des Gens du voyage ;
- Collecte et traitement des déchets des ménages et déchets assimilés
- Assainissement ;
- Protection et mise en valeur de l'environnement ;
- Politique du logement et du cadre de vie ;
- Voirie d'intérêt communautaire ;
- Équipements culturels, sportifs et de l'enseignement préélémentaire et élémentaire  d'intérêt communautaire ;
- Action sociale d'intérêt communautaire ;
- Maisons de service au public ;
- Politique de la ville ;

et certaines compétences héritées des anciennes communautés de communes et exercées sur leur seul territoire, en matière notamment de tourisme, de nouvelles technologies de l'information et de la communication, d'environnement, de petite enfance et de jeunesse, de développement économique, de transition énergétique, de politiques agri environnementales, de culture, de sports, d'incendie et de secours.

### Régime fiscal et budget
La communauté de communes est un établissement public de coopération intercommunale à fiscalité propre.
Afin de financer l'exercice de ses compétences, l'intercommunalité perçoit la fiscalité professionnelle unique (FPU) – qui a succédé à la taxe professionnelle unique (TPU) – et assure une péréquation de ressources entre les communes résidentielles et celles dotées de zones d'activité.
Elle ne verse pas de dotation de solidarité communautaire (DSC) à ses communes membres.

## Projets et réalisations
Conformément aux dispositions légales, une communauté de communes a pour objet d'associer des « communes au sein d'un espace de solidarité, en vue de l'élaboration d'un projet commun de développement et d'aménagement de l'espace ».